# جون غارزا
جون غارزا (بالإنجليزية: John Garza)‏ هو سياسي أمريكي، ولد في 13 مارس 1955 في الولايات المتحدة. حزبياً، نشط في الحزب الجمهوري. وقد انتخب عضو مجلس نواب تكساس.